# Johannisstraße 20

Nöltingsches Haus

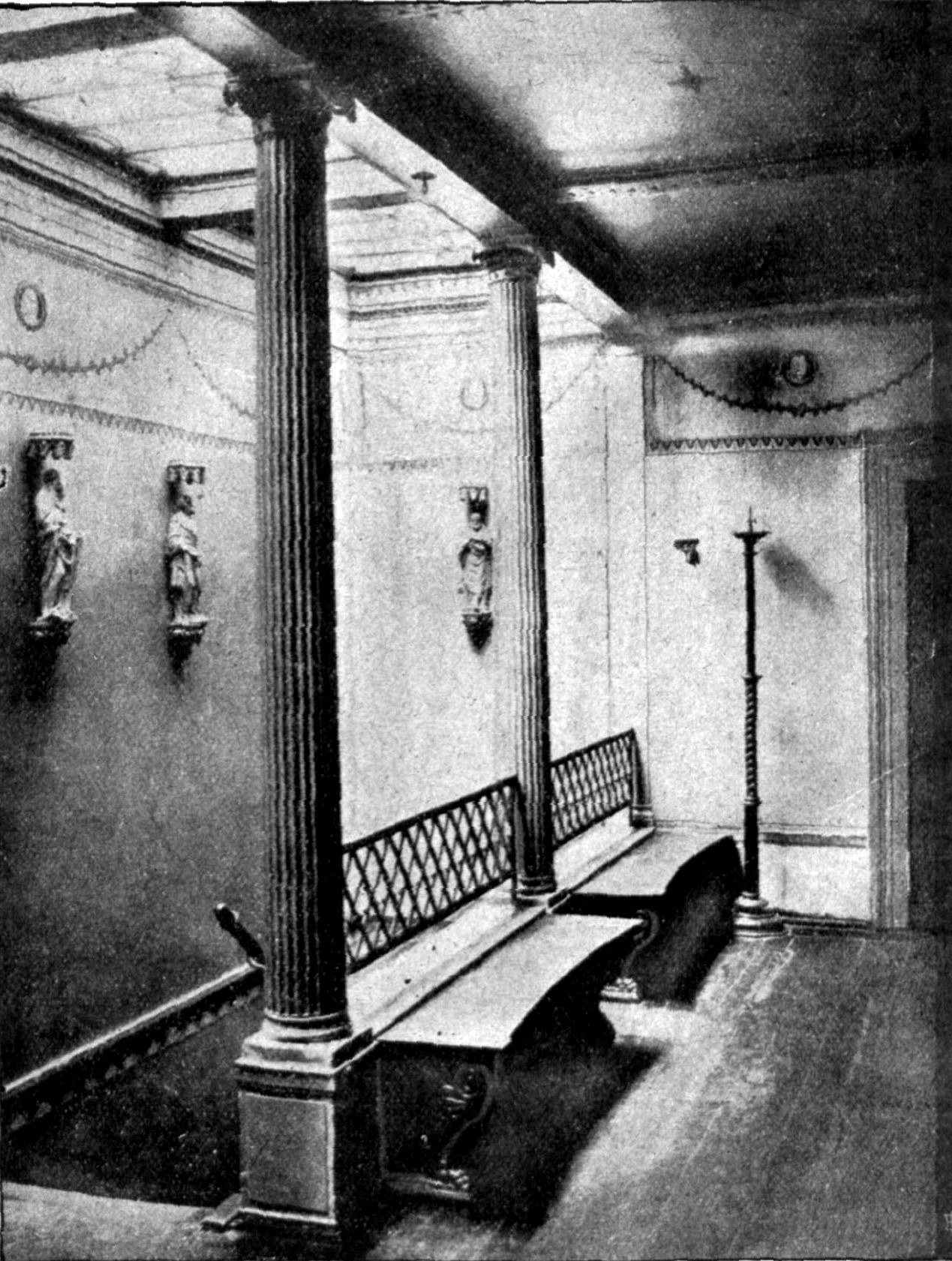
Treppenhaus von 1835/36 im Nöltingschen Hause

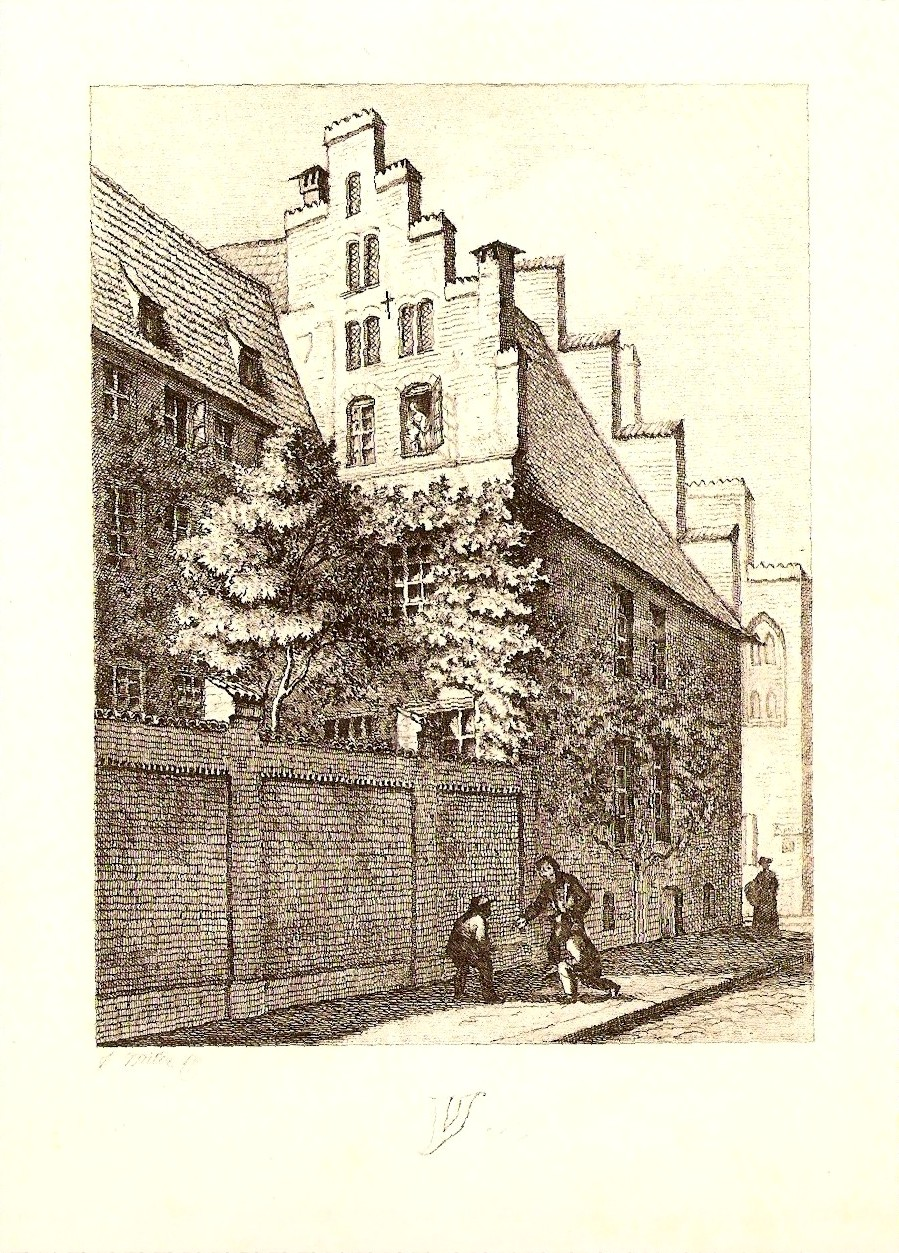
Aus Mildes Lübecker ABC: auf dem Bild für den Buchstaben Y hat sich hinter dem Fenster seiner Wohnung der Zeichner verewigt

Johannisstraße 20, auch bekannt als Nöltingsches Haus, war ein 1904 abgerissenes Lübecker Patrizierhaus, das besonders durch seinen durch Carl Julius Milde gestalteten Innenumbau um 1835 und seine Funktion als Zentrum des literarischen Lebens in Lübeck zur Geibel-Zeit bekannt geworden war.

## Geschichte
Das hochgiebelige Patrizierhaus, dessen Treppengiebel noch den ursprünglichen Wechsel von glasierten und unglasierten Backsteinen zeigte, stammte vermutlich aus dem 14. Jahrhundert. Es befand sich nahezu im geographischen Zentrum der Stadt dem Haus der Löwen-Apotheke gegenüber an der Ecke Johannisstraße (heute: Dr.-Julius-Leber-Straße) / Königstraße 48, einer prominenten Kreuzung im Stadtgefüge, an deren anderen Seiten 1375 Kaiser Karl IV. und seine Gemahlin untergebracht waren.
Um 1300 gehörte das Grundstück dem Lübecker Bromold Ulicke, der es 1303 an die Brüder Ridinck verkaufte. Im Jahre 1355 ging es an den Kaufmann und Ratsherrn Holt von Alen über. Frau Elisabeth Gildehusen aus Gotland erwarb es 1369 und überschrieb es auf ihren Sohn.
Jordan Pleskow, der auch einen Anteil am gegenüberliegenden Gebäude der heutigen Löwenapotheke besaß, erwarb das Haus 1386. Doch schon 1400 verkaufte er es weiter an Tidemann Druge. Im 15. und 16. Jahrhundert wechselte es oft den Besitzer. Unter ihnen waren die Ratsherren Hermann von Alen, Nicolaus Robele, Ludeke Bere, Mauritius Loft und im 16. Jahrhundert Anton Holtscho.
Der Syndicus Joachim Carstens kaufte das Haus 1649. Das Haus bewohnte er 25 Jahre bis zu seinem Tode und vererbte es an seine Kinder. So waren sein Sohn, Nicolaus Carstens, Hauptmann in Mölln und darauf der 1727 verstorbene Bürgermeister Joachim Lothar (Lüder) Carstens Bewohner des Hauses. Diese 80 Jahre war die längste Zeit, in der das Haus im Besitze einer Familie geblieben ist.
1753 wurde es im „Schütting“ zum Verkauf ausgeschrieben. Es wird erwähnt, dass es im Hofe laufendes Kunstwasser habe, eine Stallung für vier Pferde, einen kleinen Garten und fünf Keller, wovon einer gewölbt sei.
Am 21. Februar 1829 erwarb es ein Mitinhaber des Nöltingschen Handelshauses, Christian Adolf Nölting, der es 1835 und 1836 im Innern ausbaute. Die Pläne dazu hatte der Hamburger Architekt Johann Friedrich Lauenburg (28. April 1809–24. Januar 1835) entworfen, die Ausführung übernahm nach dessen Tod der Architekt Alexander Gascard, wobei die künstlerische Ausgestaltung bei Carl Julius Milde lag. Mildes Wandmalereien sind von pompejanischen Fresken beeinflusst, die Nölting auf seinen Reisen schätzen gelernt hatte. Gemeinsam mit seiner Frau Henriette machte er das Nöltingsche Haus zu einem literarisch-künstlerischen Zentrum. Milde zog 1839 ganz hier ein und bewohnte bis zu seinem Tod ein Zimmer im Parterre zum Garten hin, Emanuel Geibel war ein häufiger Gast, ebenso wie Theodor Storm während seiner Lübecker Schulzeit am Katharineum. Von Dezember 1849 bis Mai 1850 wohnte Jenny Lind im Nöltingschen Haus und unterzeichnete hier den Vertrag für ihre legendäre Konzertreise in die USA.

Teilansichten des Mildezimmers
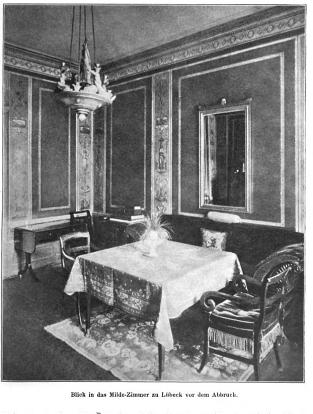
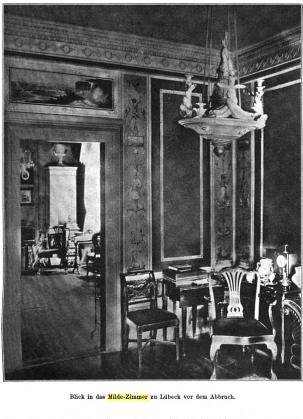
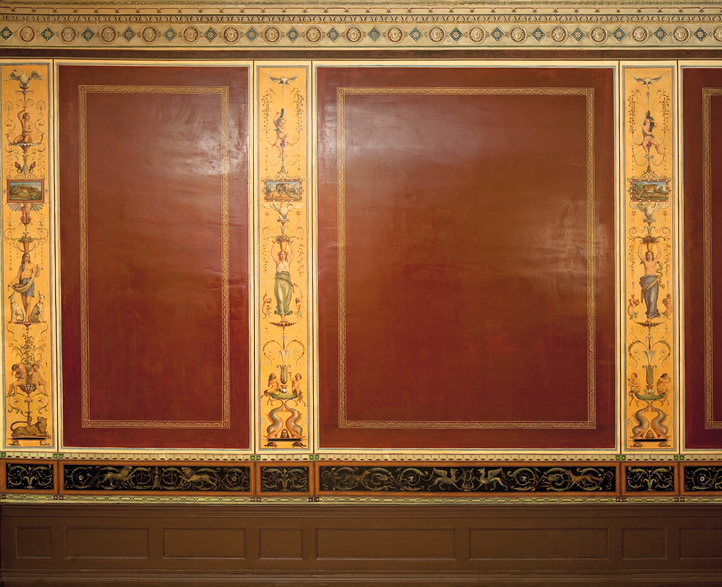

Nach Nöltings Tod wurde Konsul Paul Eduard Nölting in Hamburg Eigentümer des Hauses. Er verkaufte es kurz nach 1900 an den Kaufmann Detlef Jacob von Schack, der es 1904 niederreißen ließ. Um 1900 bemühte sich der „Verein von Kunstfreunden“ das Haus zu retten. Dieses Vorhaben scheiterte, da die nötigen Mittel nicht aufgebracht werden konnten. Lediglich eins der von Milde ausgemalten Zimmer konnte vorher ausgebaut werden; es wurde dem Hamburger Museum für Kunst und Gewerbe geschenkt und dort als Milde-Zimmer wieder aufgebaut. In Lübecker Museumsbesitz kamen der von Milde modellierte Hängeleuchter im antiken Stil und eine bemalte Wandnische.
Das von Schack erbaute Geschäftshaus wurde 1929 für einen geplanten, aber nicht realisierten Erweiterungsbau des Warenhauses Karstadt wieder abgerissen. Heute steht hier der 1995 errichtete Karstadt-Neubau.